# Копли, Шарлто
Шарлто Копли (англ. Sharlto Copley; род. 27 ноября 1973) — южноафриканский актёр, наиболее известный благодаря ролям в фантастических фильмах режиссёра Нила Бломкампа.

## Биография
Отец Шарлто, Брюс, — мультипликатор. У Копли есть младшие брат и сестра: Донован (музыкант и лидер южноафриканской группы Hot Water) и Мариса (модельер и владелец текстильной фирмы With Out).
Шарлто Копли учился в частной высшей школе Хэдхилл, расположенной в пригороде Йоханнесбурга с 1987 по 1991 годы. Уже тогда он интересовался и занимался любительской постановкой (как театральных выступлений, так и фильмов). Здесь же он знакомится с Симоном Хансеном (его будущий партнер по бизнесу), что в итоге позволило Копли расширить границы своих трудов и выйти на новый уровень режиссуры.
Через несколько лет после окончания школы Копли переезжает в Кейптаун, чтобы вместе с Хансеном создать свою медиакомпанию Channel 69 Studios. Их фирма получает лицензию на вещание по пятому телевизионному каналу Южной Африки e.tv. Но вскоре они вновь становятся независимой компанией из-за внутренней политики канала. В это же время Шарлто в возрасте 20 лет знакомится с 14-летним Нилом Бломкампом (будущий режиссёр фильма «Район № 9») и нанимает его в свою фирму в качестве дизайнера компьютерной графики.

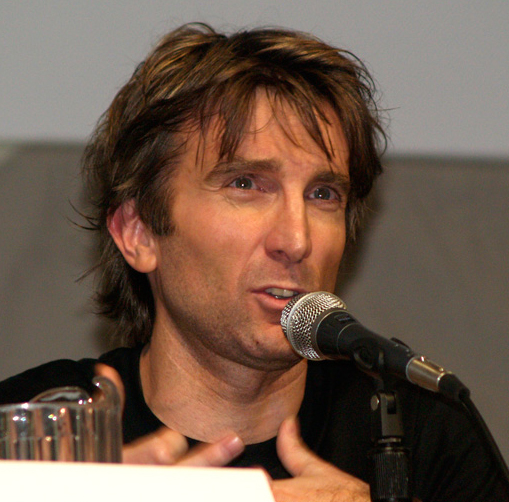
Шарлто Копли на Comic-Con 2009

В начале своей карьеры он снимал видеоклипы, короткометражные фильмы и т. д. В 2005 году Копли и Хансен продюсируют шестиминутный фильм Бломкампа «Выжить в Йобурге» (Alive in Joburg), который был переснят в 2009 году Питером Джексоном и Нилом Бломкампом под названием «Район № 9», где Шарлто играет главную роль. При съёмках фильма Копли импровизировал в большинстве речей и диалогов, чтобы добиться максимального эффекта стиля документального кино.
Впоследствии Шарлто сыграл ещё ряд ролей в других фантастических фильмах Бломкампа. В фильме «Элизиум — рай не на Земле» он исполнил роль главного злодея, наёмника Крюгера. В фильме «Робот по имени Чаппи» он озвучил и сыграл при помощи захвата движения главного героя — разумного робота Чаппи. Он также появился в короткометражных фильмах Бломкампа.
Участие в этих фильмах принесло Копли известность и позволило построить голливудскую карьеру — так, он сыграл главного злодея в фэнтези-блокбастере студии «Дисней» «Малефисента». Кроме крупных проектов, Копли часто играет в независимых малобюджетных фантастических фильмах, таких как «Европа» (2013) или «Хардкор» (2015).
Стал прототипом внешности и голосом персонажа Джимми в игре «Payday 2» (2013). Озвучил Орма в мультфильме «Снежная королева 2: Перезаморозка» (2014).

### Личная жизнь
В январе 2012 года Копли начал встречаться с моделью и актрисой Танит Феникс. 28 марта 2015 года пара объявила о помолвке, а 15 февраля 2016 года в Кейптауне состоялась их свадьба.

## Фильмография

### Актёр
| Год       |     | Русское название                        | Оригинальное название             | Роль                        |
| --------- | --- | --------------------------------------- | --------------------------------- | --------------------------- |
| 2006      | кор | Yellow                                  | Yellow                            | Солдат                      |
| 2006      | кор | Выжить в Йобурге                        | Alive in Joburg                   | Снайпер                     |
| 2009      | ф   | Район № 9                               | District 9                        | Викус ван де Мерве          |
| 2010      | кор | Викус и Шарлиз                          | Wikus and Charlize                | Викус ван де Мерве          |
| 2010      | ф   | Команда-А                               | The A-Team                        | Х. М. «Воющий Псих» Мёрдок  |
| 2013      | ф   | Европа                                  | Europa Report                     | Джеймс Корриган             |
| 2013      | ф   | Элизиум — рай не на Земле               | Elysium                           | Крюгер                      |
| 2013      | ф   | Открытая могила                         | Open Grave                        | Джон                        |
| 2013      | ф   | Олдбой                                  | Oldboy                            | Эдриан Прайс                |
| 2014      | ф   | Малефисента                             | Maleficent                        | король Стефан               |
| 2014      | мф  | Снежная королева 2: Перезаморозка       | Снежная королева 2: Перезаморозка | Орм, озвучка                |
| 2015      | ф   | Робот по имени Чаппи                    | Chappie                           | Чаппи / полицейский (камео) |
| 2015—2016 | с   | Силы                                    | Powers                            | Кристиан Уокер              |
| 2015      | ф   | Хардкор                                 | Hardcore Henry                    | Джимми                      |
| 2016      | ф   | Перестрелка                             | Free Fire                         | Вернон                      |
| 2016      | ф   | Холлеры                                 | The Hollars                       | Рон Холлер                  |
| 2017      | кор | Бог: Серенгети                          | God: Serengeti                    | Бог                         |
| 2018      | ф   | Опасный бизнес                          | Gringo                            | Митч Раск                   |
| 2018      | кор | Бог: Город                              | God: City                         | Бог                         |
| 2020      | ф   | Последние дни американской преступности | The Last Days of American Crime   | Уильям Сойер                |
| 2021      | ф   | Тед К. Унабомбер                        | Ted K                             | Тед Качинский               |
| 2021      | мф  | Команда котиков                         | Seal Team                         | Свич                        |
| 2022      | с   | Жизни матрёшки                          | Russian Doll                      | Чезаре Каррера              |
| 2022      | ф   | Зверь                                   | Beast                             | Мартин Бэттлз               |
| 2022      | ф   | Воин пустыни                            | Desert Warrior                    | Джалабзин                   |
| 2024      | ф   | Пацан против всех                       | Boy Kills World                   | Глен ван дер Коя            |
| 2024      | ф   | Манкимэн                                | Monkey man                        | Тигр                        |

### Продюсер
1. Ложка (2008) — сопродюсер
2. Выжить в Йобурге (2005) — продюсер

### Режиссёр
1. Ложка (2008)

## Награды и номинации
| Год  | Награда                               | Категория                                          | Работа               | Результат |
| ---- | ------------------------------------- | -------------------------------------------------- | -------------------- | --------- |
| 2009 | Ассоциация кинокритиков Чикаго        | Most Promising Performer                           | Район № 9            | Номинация |
| 2009 | IGN Movie Awards                      | Best Performance                                   | Район № 9            | Победа    |
| 2009 | IGN Movie Awards                      | Favorite Summer Hero                               | Район № 9            | Победа    |
| 2009 | Golden Schmoes Awards                 | Лучший актёр года                                  | Район № 9            | Номинация |
| 2009 | Golden Schmoes Awards                 | Breakthrough Performance of the Year               | Район № 9            | 2 место   |
| 2010 | Империя                               | Лучший дебют                                       | Район № 9            | Номинация |
| 2010 | International Cinephile Society Award | Лучший актёр                                       | Район № 9            | Номинация |
| 2010 | MTV Movie Awards                      | Лучший испуг                                       | Район № 9            | Номинация |
| 2010 | Online Film & Television Association  | Best Breakthrough Performance — Male               | Район № 9            | Номинация |
| 2010 | Online Film Critics Society Award     | Лучший актёр                                       | Район № 9            | Номинация |
| 2010 | Scream Award                          | Best Science Fiction Actor                         | Район № 9            | Номинация |
| 2010 | Scream Award                          | Breakout Performance — Male                        | Район № 9            | Номинация |
| 2010 | Teen Choice Awards                    | Choice Movie Actor — Sci-Fi                        | Район № 9            | Номинация |
| 2016 | Behind the Voice Actors Awards        | Best Male Lead Vocal Performance in a Feature Film | Робот по имени Чаппи | Номинация |